# Nádasdy Tamás (nádor)
Nádasdi és fogarasföldi báró Nádasdy Tamás (Buda, 1498 – Egervár, 1562. június 2.) magyar nagybirtokos főúr, 1537-től Horvátország és Szlavónia bánja, Vas vármegye főispánja, 1542-től a Magyar Királyság országbírója és katonai főparancsnoka, 1554-től a Magyar Királyság nádora, Kanizsai Orsolya férje, Nádasdy Ferenc báró, a kortársak által „fekete bégnek” nevezett hadvezér apja. Korának egyik legműveltebb, legnagyobb életutat bejárt politikusa és egyik legtehetségesebb diplomatája, a török elleni háborúk sikeres hadvezére, aki az utókortól a „nagy nádor” titulust érdemelte ki. Bárói címét 1553-ban kapta I. Ferdinándtól.
Korának nagy műveltségű alakja, aki rokonai segítségével Bécsben, Bolognában és Rómában járt egyetemre; a nyelvek mellett jogot és bölcsészetet is tanult. 1522-ben tért haza Magyarországra a török elleni összefogás érdekében II. Lajos magyar királynak pénzügyi támogatást hozó Cajetan bíbornok tolmácsaként. A fiatal tehetség az udvarhoz szegődött és a király titkára lett. A mohácsi csatavesztés után I. Ferdinánd pártjára állt, és részt vett a I. János magyar király elleni hadjáratban. 1529-ben Buda ostromakor a vár kapitányaként elfogták. A fogságban János király szolgálatába állt, és Lodovico Gritti mellett alkormányzó lett.
Már a kezdetektől törekedett egy új főúri központ kiépítésére, Sárvár fejlesztésére. Még Kanizsán élt, amikor a szolgálatába szegődött Sylvester János megnyitotta iskoláját Sárváron. Hamarosan egy nyomdát is üzembe helyeztek, egyúttal belefogtak a környék mezőgazdaságának jelentős fejlesztésébe.
Birtokainak nagy része feleségének hozománya volt. Mivel ezek javarészt Nyugat-Dunántúlon voltak, gazdasági érdeke is azt kívánta, hogy az első lehető alkalommal térjen vissza Habsburg Ferdinánd hűségére. Ez a szolgálat hozta meg neki a politikai felemelkedést: egyre magasabb tisztségeket töltött be. Hadvezérként is többször jeleskedett, például amikor Ali budai pasa 1556-ban megostromolta Szigetvárt, ő vezette a felmentő sereget.

## Családja
A Nádasdy család bár bizonyíthatóan ősi, nemesi származású, a középkor folyamán soha nem tartozott az ország meghatározó birtokosai közé, tekintélyes köznemes családnak bizonyult, amely Vas- és Zala vármegyében volt birtokos. Forgách Ferenc váradi püspök Emlékiratában Nádasdy Tamás nádorrá választása kapcsán megjegyzi, hogy Tamás úr „nemes, de közepes családból” származott és Esterházy Miklós nádor is, amikor szemére vetették alacsony származását, Illésházy István mellett Nádasdy Tamás példáját hozta fel védekezésül: elődje sem „úri ágyból” származott, mégis megszolgálta a megválasztásakor belé fektetett bizalmat.
Nem csoda hát, hogy a család életében sokszor merült fel a nemességigazolás igénye, különféle módon próbálták meg bizonyítani, hogy nemcsak nemes, de úri családból is származnak egyben. Elsőként Szentgyörgyi Gábor, Nádasdy Tamás bizalmas titkára, a nádor életrajzírója volt az, aki a nemzetség legrégibb ismert őse, Petenied comes címe alapján próbálja növelni a család rangját azzal, hogy bár a comes cím a 13. században mindössze nemzetségfőt jelentett, addig ő a 14. századi értelmezés szerinti grófnak fordítja, és leírja, hogy „Nádasdy a Petenied grófok ősrégi nemzetségéből származott, amely azelőtt ékes és híres volt ugyan, de azután […] elszíntelenedett és a lovagi rendbe süllyedt”.
A 18. században Pray György a művében (Magyarország királyainak évkönyve…) a Pritanicus (vagy Britanicus) nevű, oklevelekben előforduló személyeket nevezi meg a Nádasdyak ősének, mivel mind a Nádasdy címerben, mind pedig a Pritanicusékéban egy kacsa található. Bár fenntartásokkal, de azt is leírja, hogy a család feltehetőleg az Eduárd brit király fiaival Magyarországra érkezett brit nemesek leszármazottja. (Az állítás hitelességét helyén kell kezelni, már csak azért is, mert a könyv megrendelőjét gróf Nádasdy Mihálynak hívták.) Hasonló ősteremtő motívum Buday Ferenc Lexiconja, amiben a fogságba esett Mária királynő egyik kiszabadítóját, Butkót nevezi meg Nádasdy-felmenőnek, mivel a butiko szó horvátul kacsát jelent.
Annyi azonban oklevelekkel alátámasztható tény, hogy a család a vas vármegyei Nádasd nemzetség Peteneg ágából származik, az ág alapítójának tekintethető Petenad 1233-ban serviens regis volt. A Nádasdyak évszázadokon át a királyság megbízható híveinek számítottak, felmenőik Károly Róbert oldalán harcoltak az interregnum idején is. A 14. század végén viszont változás állt be a szemléletükben, egyre inkább egy-egy nagybirtokos családjának familiárisaivá váltak. Ennek pozitív hozadéka volt, hogy bekapcsolódtak a vármegyéjük politikai életébe, hiszen a főrangú dominusaik távollétében megyei alispánként elkezdték kicsiben megtanulni a sikeres politizálás fortélyait. Elsőként, báró Nádasdy Tamás nádor ősapja, Nádasdy András lett zalai alispán 1402-ben, majd Nádasdy Tamás nádornak nagyapja, Nádasdy László (fl. 1435–1482), Vas vármegye alispánja 1470-ben; Nádasdy László egyébként Erdély alvajdája is volt 1465 és 1467 között. Nádasdy Tamás nádornak az apja, Nádasdy Ferenc a vasi alispáni méltóságot töltötte be Nádasdy Tamás főispánsága idején.

## Élete

### Ifjúkora
Nádasdy Tamás 1498-ban született Nádasdy Ferenc (fl. 1492–1541), Nagykanizsa várkapitánya, földbirtokos, és az ősrégi zalai nemesi szenterzsébeti Terjék család sarjából való szenterzsébeti Terjék Orsolya első gyermekeként. Apai nagyszülei Nádasdy László (fl. 1435–1482), erdélyi alvajda 1465 és 1467 között, Vas vármegye alispánja 1470-ben, újvári várnagy, földbirtokos és Sánkfalvy Katalin (fl. 1467–1477) voltak.
Nádasdy Tamás nádornak az egyik nagybátyja Nádasdy Tamás, zalavári apát; a másik, ifjabb Nádasdy László (fl. 1492-1526), Vas megyei birtokos, akinek a neje borhidai Ebres Ilona, és egyben a Nádasdy család köznemesi ágának az alapítója is volt. Nádasdy Tamás nádornak a mostohaanyja véssei Véssey Orsolya; miután szenterzsébeti Terjék Orsolya 1529-ben meghalt, Nádasdy Ferenc nagykanizsai várnagy Marossi István özvegyét Véssey Orsolyát vezette oltár elé. Nádasdy Ferencnek Véssey Orsolyától származott Nádasdy Orsolya, akinek az első férje szarvaskendi és óvári Sibrik Tamás, majd a második férje ghyczi és assa ablanczkürthi Ghyczy Lénárt (fl. 1510–1542), királyi ember, földbirtokos lett. Nádasdy Tamásnak az egyik testvére Nádasdy Kristóf, aki 1563. augusztus 15-én kötött házasságot a tehetős devecseri Choron Margittal. 1558-ban Nádasdy Tamás a királytól kapott új adománylevél alapján öccsének, Kristófnak engedte át az egervári várat és a hozzá tartozó uradalmat. További testvérei: Nádasdy Zsuzsanna, akinek a férje szentbalázsi Zele Balázs (fl. 1484–1503), zalavári várnagy, földbirtokos, bezerédi Bezerédj Mihályné Nádasdy Krisztina, szunyoghi Majláth István erdélyi vajdáné Nádasdy Anna, valamint Nádasdy Jakab, aki 1556-ban elesett Berzencén.
Ifjúkora a családi hagyományoknak megfelelően, Nádasdy Tamás, tanulással telt el, az apja Grazba küldte iskolába, ahol kitűnően megtanult németül. Nagybátyja, szenterzsébeti Terjék István is felfigyelt a képességeire, így jelentős anyagi támogatásban részesítette, hogy előbb 1516-ban Bécsben, majd Bolognában folytathassa tanulmányait. Ezt követően a római egyetemen tanult bölcseletet és jogot, így nemzedéke egyik legképzettebb tagjaként tért haza Magyarországra, humanista műveltséggel, életszemlélettel és politikai kultúrával. Ennél is fontosabb volt az a kapcsolat, amire szert tett: Rómában, az egyik bölcselet tanára, Tommaso Cajetan De Vio bíboros felfigyelt Nádasdy tehetségére, s amikor 1523-ban pápai legátusként Magyarországra érkezett, helyet biztosított számára a kíséretében, tolmácsként. Itt megismerkedett a római diplomáciai gyakorlattal, ráadásul, mivel a legátus minden magyarországi politikai tényezővel kapcsolatba lépett, a magyar politikai elittel is. Ez nemcsak, hogy jó ajánlólevél volt számára a továbbiakban, hanem maga Vio kérte II. Lajost, hogy fogadja szolgálatába Nádasdyt, aki így 1524-től a király titkára lett.
Nádasdy itt befolyásos, tekintélyes pártfogókra tett szert, többek közt Szalkai László váci püspök, későbbi esztergomi érsek és Bornemissza János budai várnagy is ezek közé tartozott. Ennél is fontosabb viszont, hogy felfigyelt rá Mária királyné is. Az udvarban kötött életre szóló barátságot Majláth Istvánnal és Szalay Jánossal is. 1525-ben Lajos királytól megkapta első adományát, az üresedésben lévő zalavári apátság kormányzói tisztét.

### A Habsburg-táborban

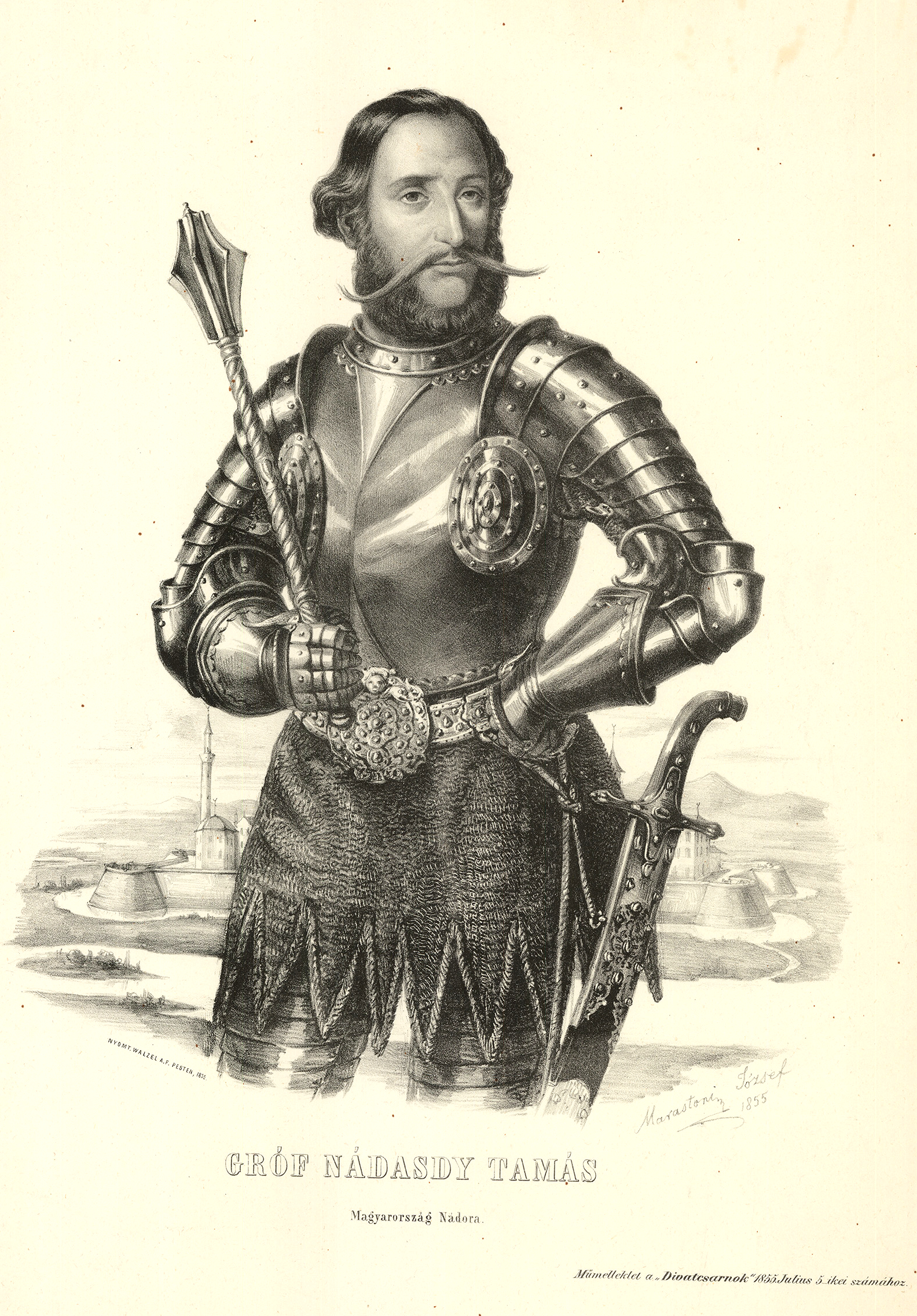
Nádasdy Tamás

1526. június 25-én II. Lajos Nádasdyt küldte Speyerbe, a birodalmi gyűlésre, hogy pénzt és segélyhadat szerezzen Magyarországnak Habsburg Ferdinándtól a közelgő török támadás megállítására. Bár a feljegyzések szerint a gyűlésen jól szerepelt, mégis csak ígéretekkel indult haza. Mire Magyarországra hazatért, már lezajlott a mohácsi ütközet. Mária királyné, Szalay, Majláth és Bornemisza Pozsonyba menekült, itt csatlakozott a pozsonyi körhöz Nádasdy is, és megkezdték Szapolyaival szemben a Habsburg-tábor megszervezését. Habsburg Mária a legtehetségesebb emberének tartotta Nádasdyt, így ő volt az, akivel rendszeresen értekezett, és az öccse trónra segítésében is döntő szerepet szánt neki, személyesen küldte el Habsburg Ferdinándhoz Bécsbe. A követség hivatalos célja az volt, hogy tájékoztassa Ferdinándot II. Lajos haláláról, valójában viszont a Magyarországon kialakult helyzettel kellett megismertetnie, felkészíteni a királyi cím megszerzésére. Nádasdy jellemezte az életben maradt vezetőket és tanácsokat adott, hogy kit milyen eszközökkel nyerhet meg magának. Felhívta Ferdinánd figyelmét a nádor kulcsfontosságára, így végül első megbízatásaként Báthori István megnyerését kapta.
Nádasdy nem tudta megakadályozni, hogy november 10-én megválasszák királynak Szapolyai Jánost, de a Habsburg-párt is gyorsan lépett. November 30-án Ferdinánd oklevélben biztosította minden hívét, hogy amennyiben támogatása miatt bármilyen káruk származna, két éven belül kártalanítja őket. Ennek ellenére a december 15-én megnyílt gyűlésen a csak kevesen jelentek meg az országnagyok közül. A diétán érvénytelenítették Szapolyai királyságát és Ferdinándot választották meg helyette.
Az országgyűlés után sem tétlenkedett, egyből széles körű levelezésbe fogott az ország hatalmasságaival, hogy megnyerje őket a Habsburg uralkodónak, fáradozása pedig fényes eredménnyel járt: többek közt Perényi Pétert, Török Bálintot, Móré Lászlót és Bethlen Eleket is sikerült rávennie a pártváltoztatásra, ráadásul mindezt úgy, hogy Szapolyai még csak nem is tudta, hogy hívei nagy részére már nem számíthat.
Szintén nagy szolgálatot tett Ferdinándnak azzal, hogy megszerezte neki a királyi kincseket. Az ezek őrzésével megbízott Bornemisza János ugyanis bezárkózott Pozsony várába, és nem volt hajlandó kiadni a kincseket még Máriának sem, mondván, azt csak a törvényesen megkoronázott királynak adhatja át. Bornemisza viszont hamarosan meghalt, még az előtt, hogy az országnak új királya lett volna, végrendeletében pedig kikötötte, hogy Mária nem kaphatja meg a kincseket, csak akkor adhatják azt ki hívei, ha megvan az új uralkodó. Ferdinándnak viszont azonnal szüksége volt a pénzre, a királyválasztási kampányához. Nádasdy, Majláth és Szalay ezért az embereikkel belopóztak a várba és kiszorították onnan Bornemisza híveit, halálát és végrendeletét eltitkolták, és bár hivatalosan csak a koronázás után adták át a kincseket, Ferdinánd így már korábban megszerezte azokat és ami még ennél is fontosabb, az ország kapujának számító Pozsony várát is. Ferdinánd jutalmul hármójuk között osztotta fel Bornemisza birtokait.
1527-ben indult meg Ferdinánd hadjárata Szapolyai ellen, Nádasdy vezette az előhadat, katonái élén ő foglalta el Győrt, Tatát, Esztergomot, Visegrádot, majd bevonult az üresen hagyott Buda várába is, ahol Ferdinánd kinevezte a budai vár kapitányának. Budán országgyűlést hívott össze Ferdinánd, ahol ismét megválasztották uralkodónak, majd november 3-án Székesfehérvárott hivatalosan is királlyá koronázták.
1528 őszén indult meg Szapolyai ellentámadása és 1529. szeptember 8-án, miután a német őrség fellázadt, a török seregek támogatta János király elfoglalta Budát, maga Nádasdy is fogságba esett. Lodovico Gritti volt az, aki felfigyelt az olaszul is kitűnően beszélő Nádasdyra, és javasolta Szapolyainak, hogy vegye szolgálatába. Nádasdynak nem sok választása volt, de nem akart titokban cselekedni, mint ahogy ő csábított Ferdinánd oldalára híveket, hanem levélben kérte a Habsburg királyt, hogy oldja fel hűségesküje alól, amit ura teljesített is.

### Szapolyai köreiben
I. Ferdinánd 1530-ban sikertelenül ostromolta Buda várát, amit a Szigetvár ostromát félbehagyó Nádasdy védett. A főváros sikeres megvédéséért Zápolya előbb a Fogaras vármegyei fogarasi, majd a Máramaros vármegyei huszti várakat adományozta új hívének; onnantól fogva Nádasdy Tamás és leszármazottjai "Fogarasföld örökös urainak" neveztetik magukat, így születve ivadékainak a "fogarasföldi" nemesi előneve.
1530-ban Szapolyai Nádasdy és más urak tiltakozása ellenére kormányzóvá nevezte ki Gritti Alajost, annak távollétében pedig helyettesének Nádasdyt, függetlenül attól, hogy kettejük között egyre inkább elmérgesedett a viszony.
Nádasdy számára gyorsan nyilvánvalóvá vált, hogy se Habsburg Ferdinánd nem olyan erős, hogy végső csapást mérjen Szapolyaira, és a törökök által támogatott I. János sem tudja végleg kiszorítani Ferdinándot, ez pedig az ország megosztottságának állandósulásához vezet, ezért a kezdetektől fogva bekapcsolódott az ún. királytalan gyűlések szervezésébe. Viszont hamarosan ebből is kiábrándult, hiszen ezeken mind a két uralkodó hívei megjelentek, így lehetetlenné vált egyhangú döntést hozni, hogy melyik jelöltet támogassák.
A zákányi sikertelen gyűlés után több résztvevő Berzencére vonult, ahol 1531. november 4-én Nádasdy, Sulyok György pécsi püspök, Sulyok Balázs, enyingi Török Bálint, Szalay és Majláth István politikai egyezséget kötöttek, hogy megvédik magukat és egymást a pártváltoztatások negatív következményeitől.

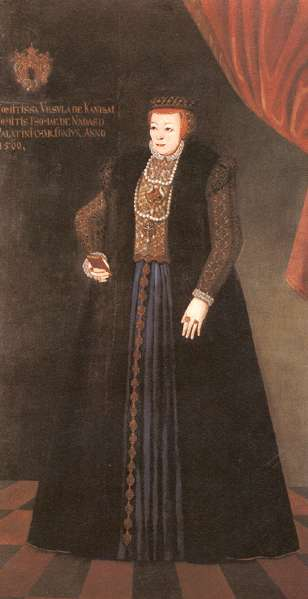
Kanizsai Orsolya, Nádasdy Tamás felesége

Nádasdy számára volt a leginkább fontos ez az egyezség, hiszen nagy horderejű lépés előtt állt: házasodni készült. A választott pedig az ekkor mindössze tízéves Kanizsai Orsolya volt, akit egy évvel később, 1532-ben el is jegyzett. Orsolya, mivel a fiútestvérei mind meghaltak, a hatalmas Kanizsai vagyon egyetlen örököse volt, Nádasdy pedig kijárta János királynál, hogy fiúsítsa Orsolyát, így a lány megkaphatta örökségét. 1533-ban, a székesfehérvári káptalan által kiállított oklevélben Szapolyai beiktatta összes birtokába Kanizsai Orsolyát és Nádasdy Tamást. Jelentős előrelépés volt ez a család életében, hiszen eddig csak csekély falutöredékekkel rendelkeztek, de ezután hét vár, Kanizsa, Egervár, Sárvár, Kapuvár, Léka, Velike és Szjenicsák került a birtokukba, valamint több mezőváros és mintegy 150 jobbágyfalu Vas, Zala, Sopron és Fejér vármegyékben.
A házasság viszont újabb problémát vetett fel, Nádasdy új birtokai a Ferdinánd által ellenőrzött országrészben voltak, itt került tehát előtérbe a berzencei egyezmény: Nádasdy úgy szervezhette meg a pártváltását, hogy közben egy bárói liga támogatását és védelmét élvezheti. Nádasdy viszont nem akart teljesen képviselet nélkül maradni Szapolyai udvarában sem, ezért kapóra jött neki, hogy Majláth István éppen ekkor kapta meg Fogaras várának a felét Ferdinándtól, valamint miután elvette Nádasdy Annát, Nádasdytól hozományként megkapta a vár másik felét is. Csakhogy Fogaras a Szapolyai által ellenőrzött Erdélyben volt, így, miközben Nádasdynak az volt az érdeke, hogy Ferdinánd oldalára álljon, Majláthot saját érdekei János király oldalára húzták. Nádasdy így eleget tett Szapolyai régóta hangoztatott kérésének, és véghezvitte sógora átállítását, miközben ő maga pedig Ferdinánddal folytatott tárgyalásokat.
1534. augusztus 6-án született meg a megegyezés, Ferdinánd is fiúsította a Kanizsai Orsolyát, Kanizsai László birtokaiba beiktatta Nádasdy Tamást és menyasszonyát, 100 lovas tartására fizetést adott Nádasdynak és ígéretet tett, hogy Szapolyai ellen nem kell hadba vonulnia, csak akkor, ha maga Ferdinánd vezeti a hadjáratot. Az egyezségbe belefoglalták, hogy amennyiben a két király megosztaná az országot, Nádasdy birtokai a ferdinándi országrészre kell, hogy essenek. Nádasdy, és minden vele együtt a Habsburgok oldalára visszatérő barátja és rokona kegyelmet kapott korábbi tetteikért és mindannyian visszakapták birtokaikat. Ezzel elérte, hogy új birtokait megkímélte a pártváltás után szokásos feldúlástól, ráadásul az időközben Szapolyai által erdélyi vajdává kinevezett Majláth István révén befolyása maradt a János király körüli vezetők között is.

### A politikai karrier kiteljesedése: ismét Ferdinánd oldalán

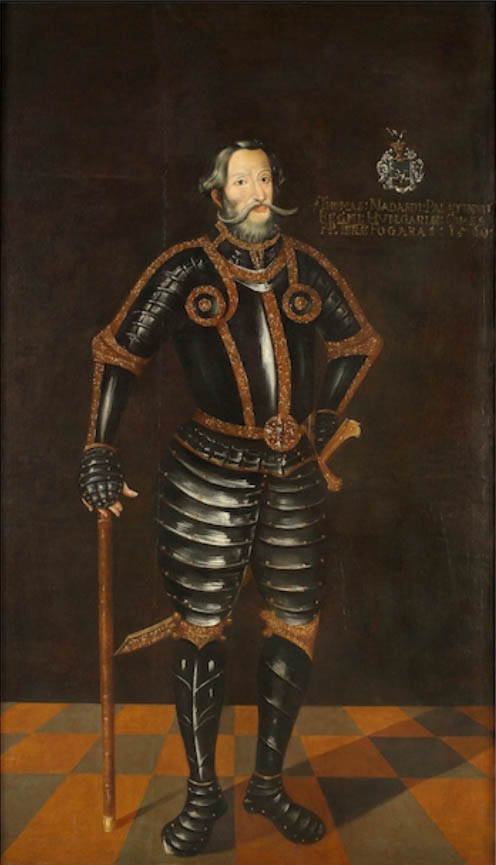
Olajfestmény Nádasdy Tamás nádorról

Nádasdy a pártváltása utáni két évben óvatos politikát folytatott, új birtokainak gazdasági fejlesztését végezte, de találkozását régi-új királyával egészen 1536-ig halogatta, akkor is csak oda-vissza útra szóló menlevél ellenében utazott Bécsbe. Félelmei végül alaptalannak bizonyultak, Ferdinánd ténylegesen megbocsátott Nádasdynak korábbi pártváltásáért és királyi tanácsossá, valamint tárnokmesterré nevezte ki, 1537 decemberében pedig Keglevich Péterrel együtt az ország harmadik főméltóságává emelte azzal, hogy Horvátország és Szlavónia bánjává tette, valamint megkapta emellé Vas vármegye főispáni címét is. Igen fiatal kora óta, Nádasdy Tamás közeli kapcsolatot ápolt polyanai Brodarics István kancellárral; Brodarics leveleiben Nádasdyt úgy címezte, hogy "Magnifice Domine, uti Fili Carissime". 1533-ban a befolyásos magyar urak között – a János és Ferdinánd között többször pártot változtató – Nádasdy Tamást Brodarics István kérte, hogy minden erejével ő is a béke létrehozásán fáradozzon, azonban ezt elérné ha azt pártolja akit, a szultán is el tud fogadni. A megmaradt sűrű levelezésükből sok részletet lehet tudni az akkori országos politikai helyzetről, valamint több ízben Brodarics kért Nádasdy segítségét egy birtok pereskedés ügyben, amely Zala vármegyében zajlott a csébi Pogány testvérek és unokatestvérük, polyanai Brodarics Mátyásné csébi Pogány Sára között, aki a kancellár sógornője volt.
Horvát-szlavón bánként egyszerre több fronton is harcolnia kellett, belföldön az egyre erősödő, török orientációt sürgető csoportosulást kellett letörnie, külügyi szempontból pedig a török elleni hadjáratok vezetését személyesen vállalta, Dubina és Jeszenovica várainak elfoglalásával időleges nyugalmat nyert a tartománynak. Szintén meg kellett küzdenie Török Bálint támadásaival is, aki miután átállt Szapolyai oldalára, felrúgta a berzencei egyezséget és a Habsburg-pártiakra támadt, különös tekintettel Nádasdyra, aki Török korábbi báni címét kapta Ferdinándtól.
A Szapolyai-táborban lévő befolyása is lecsökkent 1539-ben, amikor a Fráter Györggyel szembekerülő Majláth István erdélyi pozíciói meginogtak, Szapolyai társvajdát nevezett ki mellé, Majláth István pedig Nádasdyval és Thurzó Elekkel összefogva saját mozgalmat indított. Majláth szervezkedése viszont elbukott, török fogságba került és Sztambulba hurcolták. Nádasdy egyből cselekedett, Ferdinándnál kijárta, hogy megkapja a fogarasi birtokot, de hiába maradt ott Nádasdy Anna, ő nem tudta pótolni Majláthot. Nádasdy megpróbálkozott sógora kiszabadításával, de Fráter ellenállásán mindig megbukott a törekvése.
1540-ben újabb politikai fordulat következett be: Szapolyai meghalt. Nádasdy rávette Ferdinándot, hogy az országegyesítés érdekében minél előbb vegye birtokba Budát, még mielőtt a szultán foglalná el, de ő maga a sikertelen próbálkozásban nem vett részt, mert Ferdinánd a Horvátországba betört török martalócok szétverésére utasította.
Miután ezt teljesítette, Ferdinánd Frangepán Ferenccel együtt Nádasdyt küldte 1541 februárjában a regensburgi birodalmi gyűlésre, hogy segítséget kérjen a közelgő török támadás ellen, de segítségkérése, akárcsak 1526-ban ismét eredménytelen maradt. Hazatérve részt vett az 1542. évi hadjáratban és Buda újabb sikertelen ostromában is.
A sikertelen hadjárat nem törte meg Nádasdy politikai pályáját, még 1542 végén Ferdinánd országbíróvá nevezte ki, valamint megkapta az országos főkapitány tisztét is. Erről ugyan 1546-ban lemondott az állandó pénzhiány miatt, de 1548-ban Ferdinánd ismét őt jelölte ki.
Nem tett le az országegyesítésről sem, 1551-ben királyi biztosként tartott Castaldóval Erdélybe, Szászsebesen ő tárgyalt Izabellával a lemondásáról és jelen volt a kolozsvári országgyűlésen is, ahol Izabella átadta a hatalmat Ferdinándnak. Majláth ügye miatt viszont eleve ellenszenvvel viseltetett Fráterrel szemben, ráadásul semmiképp sem akarta elfogadni annak halogató törökpolitikáját. Tovább rontott kettejük kapcsolatán, amikor Fráter politikai ügyekben hozzá nem értéssel vádolta őt. A Fráter meggyilkolása utáni oszmán büntetőhadjárat során újból katonai feladatokat kapott, de 1552 decemberében ismét lemondott főkapitányi tisztéről.
1553-ban Sopronba hívott össze országgyűlést Ferdinánd, ahol viszont a rendek egyre inkább sürgették, hogy töltse be az 1533 óta üresedésben álló nádori tisztet. Mivel Ferdinánd ezt nem akarta, járványra hivatkozva beszüntette a gyűlést. 1554-ben, a pozsonyi gyűlésen viszont már nem engedett, három személyt, Báthory Andrást, Batthyány Ferencet és az előző évben bárói rangra emelt Nádasdy Tamást terjesztette a rendek elé. Március 20-án született meg a döntés, a megjelent megyei követek közül 24-en Nádasdyra, 13-an pedig Báthoryra szavaztak. Mivel a főrangúak is támogatták, a király is elfogadta az eredményt, Oláh Miklós esztergomi érsek április 15-én beiktatta Nádasdyt.
Az országgyűlés rögzítette a nádor hatalmát is: Nádasdy gyakorlatilag elődei jogosítványait kapta meg, tehát a király távollétében ő a helytartó és a haderő főparancsnoka, ő a főbíró, a Magyar Tanács feje, közbenjáró a király és a rendek között.
1556-ban ő vezette a magyar seregeket az ostromlott Szigetvár megsegítésére. Mivel a törökök jócskán túlerőben voltak, ezért Nádasdy a közeli Babócsa várát kezdte ostromolni, így az oszmán had kénytelen volt felhagyni Szigetvár ostromával. A Babócsa közelében lezajlott ütközetben Nádasdy csapatai visszavonulást színleltek, de amikor a törökök a Zrínyi vezette előhadat megtámadták, a fősereg visszatérésével legyőzték Hadim Ali budai pasát. Az elterelő akció sikeres volt, Szigetvárt a védői időközben annyira kijavították, hogy a pasa már nem látta értelmét az ostrom újrakezdésének és elvonult.
Ugyanebben az évben a német-római császárrá lett Ferdinánd fegyverszünetet kötött a törökkel, amit aztán 1562-ig minden évben meg is újítottak, és bár kisebb összecsapások voltak, Nádasdy ezekben már nem vett részt.
1561-ben Ferdinánd összehívatta Bécsbe a magyar főrendűeket, hogy elismertesse legidősebb fiát, Miksát utódjául, ahogy a cseh rendek már meg is választották jövendő királyuknak. A magyar küldöttség nevében Nádasdy szólalt fel, és felhívta a király figyelmét, hogy bár nem tagadják utódjának jogát a trónra, de Ferdinánd halála után a királyválasztó országgyűlés tiszte lesz majd eldönteni, hogy három fia közül melyiket óhajtják Magyarország királyává emelni.
Nem volt titok, hogy a babócsai táborban Nádasdy megismerkedett a király másodszülött fiával, Ferdinánd főherceggel. Ellenszegülésének oka az lehetett, hogy attól félt, hogy I. Ferdinándhoz hasonlóan, a már osztrák főhercegnek és cseh királynak megválasztott Miksa keveset tud majd Magyarországon tartózkodni, a magyar ügyekkel foglalkozni, amennyiben viszont Ferdinánd lesz az új király Magyarországon, ő teljesen az egyetlen országa védelmére koncentrálhatna. Nádasdy törekvéseit jól mutatja már az 1555-ben általa kieszközölt törvénycikkek is, melyekben azt kérik Ferdinánd királytól, hogy tartózkodjon többet Magyarországon, amennyiben ez nem áll módjában, hagyja itt fiát maga helyett.
Akármi volt is Nádasdy indítéka, a megjegyzésével az uralkodóval szembeni rendi politizálás irányát szabta meg egy évszázadra.
Bécsből hazatérve még utasítást adott a győri főkapitánynak Hegyesd várának elfoglalására, mielőtt 1562. június 2-án, hatvannégy évesen egy betegségben el nem hunyt Egervárott. Lékán a Szent Miklós-templomban, a Nádasdy-sírboltban nyugszik.

## Szerepe a magyarországi kultúra fejlesztésében

### Oktatás
A Nádasdy családban hagyomány volt a gyerekek taníttatása, már a 14. századi elődök névsorában is találunk deák jelzővel ellátott őst, ami azt jelentette, hogy az illető jártas az írás-olvasás művészetében. A nádor apja, Nádasdy Ferenc esetében különösen fontos is volt ez, hiszen kanizsai várnagyként elsősorban nem is a hadi dolgokkal, hanem a gazdaság igazgatásával kellett foglalkoznia, ami megkövetelte a betűvetés ismeretét tőle. Ő felismerte ennek a jelentőségét és mindent elkövetett gyermekei megfelelő neveltetéséért. A különböző egyetemeket bejáró, különösen tehetséges Tamás mellett ügyelt arra is, hogy többi gyermeke is megtanuljon írni és olvasni, a kor szokásaitól eltérően még a lányok is.
Ezt a szemléletet örökölte Nádasdy Tamás is, aki Sárváron iskolát alapított. A közeli Sár községben már korábban is működött az elemi oktatást szolgáló intézmény, de Sárváron nem volt ilyen előzmény. Mindszenti Tamás egri őrkanonok ajánlásával Sylvester Jánost alkalmazza Nádasdy 1534-ben, de amíg a téglából készülő iskolaépület építése zajlik, Sylvester beiratkozott a wittenbergi egyetemre. Helyére Dévai Bíró Mátyás érkezett, aki 1536-ig tartózkodott Sárváron, egészen addig, amíg az el nem készült iskolába rektornak vissza nem tért Sylvester. Dévai ezután Németországba utazott, ahol a kor egyik legjelesebb hitújítójának, Philipp Melanchthonnak is beszámolt a sárvári intézetről. Melanchthon éppen Dévai ösztönzésére 1537. október 9-én levélben gratulál Nádasdynak, innen datálható levelezésük kezdete.

### Nyomdászat
Az oktatás mellett másik nagy tette Nádasdynak az volt, hogy Sárváron nyomdát alapított. A korban ekkor csak az ország fővárosában, Budán, valamint a kultúra erdélyi fellegvárában, Szebenben működött nyomda és a környező országokban is csak a nagyvárosokban, Bécsben, Krakkóban, Prágában volt ez jellemző. Nádasdy kezdeményezésének különlegessége az, hogy egy viszonylag jelentéktelen mezővárosban nyitotta meg a nyomdáját.
A tervezetet Sylvester János egy 1536-os levelében említette először, melyben értesítette Nádasdyt, hogy a kinyomtatásra szánt Újtestamentum-fordításából hamarosan elkészül Pál leveleivel. 1538. április 23-án érkezett meg Németföldről a nyomdász, Strutius, de a munka csak lassan indult be, a mester folyamatosan Bécsbe akart ugyanis utazni, hogy személyesen szerezze be a még szükséges eszközöket.
Végül 1539-ben jelent meg az első mű, Sylvester János Grammatica Hungarolatinája, 1541-re pedig elkészült az első Magyarországon nyomtatott, teljesen magyar nyelvű nyomtatvány is, az Új Testamentum.
Ez után viszont lassú hanyatlás indult meg a nyomdában, nem volt jelentős kereslet a művekre, hiszen a Grammatica csak az értelmiség szűk körének szólt, míg a Biblia-fordítás elterjedését az akadályozta, hogy a jobbágyság nagy része ekkor még nem tudott olvasni.
Ennél is fontosabb viszont, hogy a nyomda élete soha nem volt zökkenőmentes. Strutius nem volt hajlandó beavatni senkit a nyomtatás fortélyaiba, folyamatos volt az ellentéte Sylvester Jánossal és Sárkány Antallal, Sárvár főudvarmesterével, végül 1540-ben távozott is. A helyére érkezett Abádi Benedek is folyamatosan vitában állt Sylvesterrel, aki még a saját öccsével, Mihállyal is összekülönbözött. A probléma az volt, hogy Sárvár egy kis település volt a korban, így a nagyvárosi nyüzsgéshez szokott 4-5 tudós, csak egymással tudott érintkezni, így a konfliktusaik kihatottak egész munkásságukra.
Mivel a vitáikban rendszeresen urukhoz fordultak, elvonva annak figyelmét az ország teendőiről, így végül maga Nádasdy sem erőltette a számára sok örömet nem, de annál több bosszúságot hozó nyomda további működését. 1541-ben távozott Abádi, 1542-ben pedig elhagyta az udvart Sylvester is, a főúri nyomda pedig végleg bezárult.

### Várépítészet
Nádasdy korán felismerte, hogy az új végvárrendszer kiépítése a kulcs az ország védelmében, de csak az 1550-es években tudott hozzálátni az erődítési munkálatokhoz. Megerősítette Kanizsát, felépíttette Zalavár palánkvárát, valamint ő építtette át reneszánsz stílusban Sztenyicsnyákot is. Ő látott hozzá Egervár, Kapuvár, Léka, Keresztúr megerősítésének is, valamint számos udvarházát újíttatta meg reneszánsz stílusban. A munkákhoz számos mesterembert hívatott Itáliából. Az ő javaslatára történt meg Szigetvár megerősítése is az 1556-os ostrom után. A két legfontosabb saját erőssége viszont Kanizsa és Sárvár volt.

#### A kanizsai udvar
Kanizsa évszázadokon át a Kanizsai család központja volt, így nem csoda, hogy Nádasdy is ide költözött be 1532-ben, az eljegyzése után. Ez volt az a hely, ami leginkább kifejezte a család előkelőségét, főleg egy megfelelően szervezett udvartartással.
A földből és fából épült várban viszont Nádasdy mindvégig kényelmetlenül érezte magát. A korábbi birtokosok idején az udvar élén sokáig apja, Ferenc állt, ez őt mindig alacsony származására, valamint arra emlékeztette, hogy ő ide csak beházasodott. Nem segített ennek az érzésnek az elmúlásában Orsolya hozzáállása sem. Felesége, fiatal kora ellenére, teljesen tisztában volt a köztük lévő társadalmi különbséggel, és leveleiben kifejezésre is juttatta ezt. Rendszeresen fejezte be a férjének írt leveleit a keltezésnél úgy, hogy az „az mi várunkban, Kanizsán” megjelöléssel azt érzékeltesse, hogy Nádasdy egy vendég a Kanizsai-birtokokon. Ennél is jobban zavarhatta Nádasdyt, mikor zágrábi birtokán járt, hogy Orsolya az utána küldött levelében örvendezéssel vette tudomásul, „hogy zágrábi házunkban jó vendégszeretettel fogadtunk”.
Ráadásul az új uraságot a várban élő Kanizsai-familiárisok sem fogadták jó néven, gyakran fordult elő, hogy Orsolya férjéhez írt leveleit ellopták, egy betolakodó idegennek tartották Nádasdyt. Később, sikerült tekintélyét érvényesítenie, és az addigi és az új familiárisok hűségesen szolgálták Nádasdyt. Közeli és bizalmas kapcsolatot ápolt az egyik legfontosabb familiárisával, a Buzád-Hahót nemzetségbeli csányi Csány Ákossal, aki a kanizsai vár és uradalom tiszttartója volt. Más jelentős familiárisai közül érdemes említésre: kissennyei Sennyey Ferenc kapuvári várnagy, osztopáni Perneszy Farkas, ákosházi Sárkány Antal, gersei Pethő Gáspár, szarvaskendi és óvári Sibrik Pál találhatók.

#### A sárvári udvar

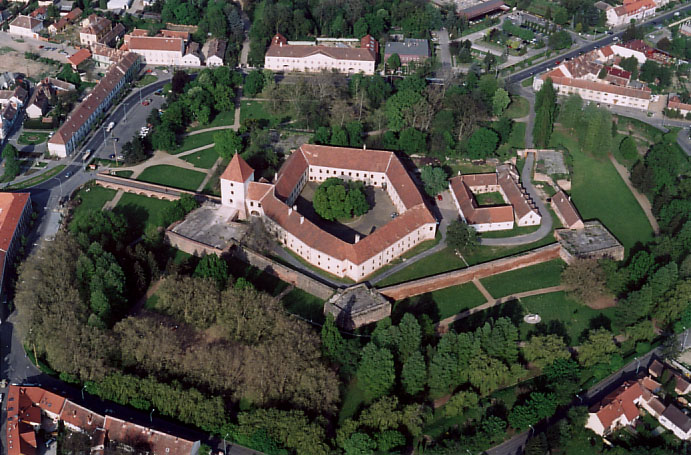
Nádasdy vár, Sárvár

Nádasdy már a kezdetektől fogva egy új, általa épített főúri központ kiépítésére törekedett, ezért látott hozzá Sárvár erőteljes fejlesztésének. Még Kanizsán élt, mikor a szolgálatába szegődött Sylvester János vezetésével megnyitotta az iskoláját Sárváron, hamarosan működni kezdett a nyomda is, valamint a vad környezetet is igyekezett minél inkább megszelídíteni. Itáliai mesteremberek munkálkodtak a reneszánsz ízlésnek megfelelő uradalom kialakításán, feltehetőleg Andrea Palladio tervei alapján indult meg az építkezés, amibe bekapcsolódott a korábban Győr és Komárom erődítésén dolgozó Francesco Benigno és Pietro Ferabosco, valamint a pápai várat megerősítő Francisco da Pozzo is.
Maga Sárvár a Rába és a Gyöngyös összefolyásánál egy kis szigeten feküdt, már 1532-ben megkezdődött a Gyöngyös két ágának szabályozása, lecsapoltatta a környező mocsarakat és elvezettette a közeli tó felesleges vizét is. A vár körül így kialakított uradalomban helyet kapott egy vadaspark, ahol a háziúr és a vendégei kedvükre vadászhattak, a tavon pedig Nádasdy hattyúkat tenyésztett.
Az eredmény lenyűgöző volt, országszerte ismertté vált Nádasdy sárvári udvara, még a dalmát humanista, Tranquillo Andreis is méltatta egy levelében a várat. Nem kevésbé nyűgözte le Orsolyát sem a munka eredménye, a házaspár 1540-ben költözött ide, és a Kanizsai-utód hozzáállása nyomban megváltozott férjével szemben, leveleiből eltűnt a felsőbbrendűség érzete, innentől kezdve „az kegyelmed vára, Sárvár” keltezéssel zárta írásait.

### Katolikus vagy protestáns?
A kérdés sokáig foglalkoztatta a történészeket: Nádasdy Tamás vajon áttért-e a protestáns hitre? Az a tény, hogy Melanchthonnal levelezett, valamint a „magyar Luther”-nek tartott Dévai Bíró Mátyás a sárvári iskolában tanított, de megfordult ott többször is a század nagyra becsült hitújítója, Bornemisza Péter is, arra enged következtetni, hogy a későbbi nádor már a harmincas évektől kezdve támogatta a reformációt. Ezt a gyanút erősítheti az iskola több tanítójának és rektorának feljegyzése is, amikben elítélik a böjtöt, támogatják a mindennapi misézést és az evangéliumi tanokat, ráadásul a kimutatások szerint az itt lakó jobbágyság nagy része is az új tanokban hitt, igaz, feltehetőleg ez már akkor is így volt, amikor Nádasdy megszerezte a birtokokat.
Ugyanakkor legalább ennyi érv szól amellett, hogy a főúr megmaradt a katolikus hit mellett, hiszen közeli, kifejezetten baráti viszonyt ápolt a korszak két esztergomi érsekével, Oláh Miklóssal és Verancsics Antallal is. 1560-as betegségekor felkereste otthonában Nádasdyt a pápai követ is, de még inkább valószínűtlenné teszi a hitváltást Tamás nádorsága, hiszen az sem valószínű, hogy reformációt elítélő Ferdinánd egy protestáns személyt javasolt volna az ország első számú tisztsége betöltésére.
A korban viszont még egyáltalán nem különült el kibékíthetetlenül egymástól a két vallás, az ellenreformáció még nem indult meg. Birtokán egyaránt helyet biztosított katolikus és protestáns papoknak, de semmi sem támasztja alá, hogy maga Nádasdy áttért volna a reformáció bármelyik ágazatára is.

### Tinódi Lantos Sebestyén

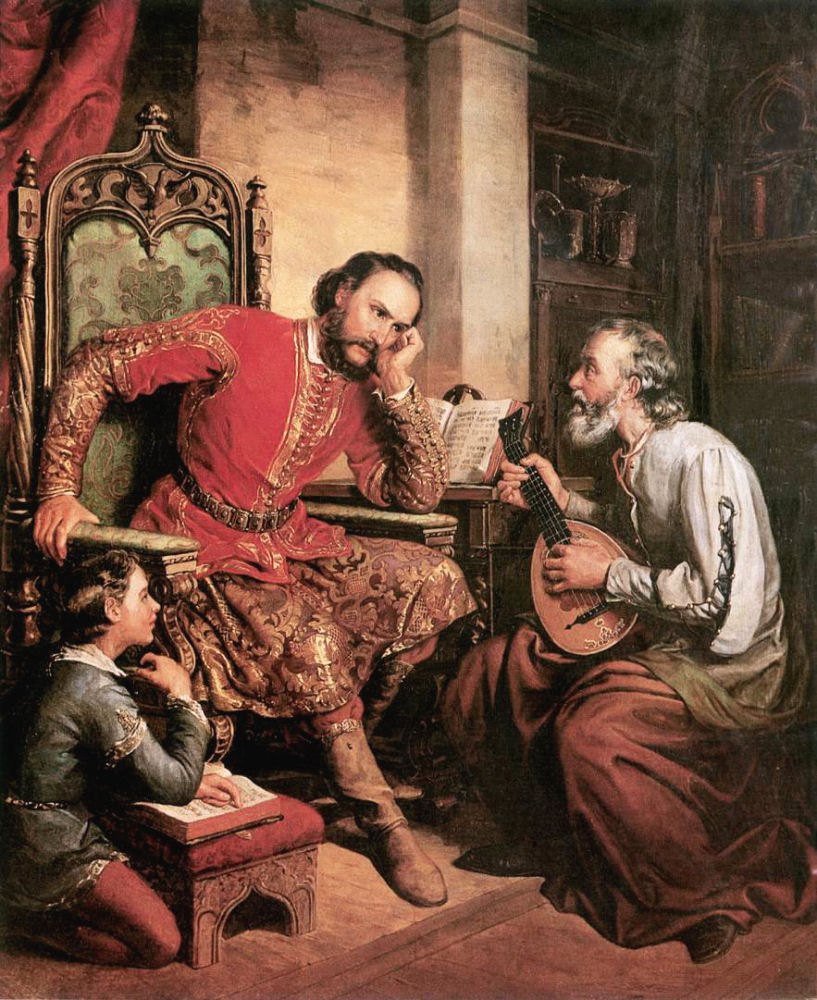
Orlai Petrich Soma: Nádasdy és Tinódi

A magyar irodalom szempontjából a legfontosabb pártfogoltja kétségkívül Tinódi Lantos Sebestyén volt, akit az udvarába fogadott. Nádasdy számára viszont ez a lépés nem csak egy egyszerű mecénási tett volt, Tinódi személyében egy, a politikai törekvéseit teljes mértékben támogató propagandistára lelt.
Ez a szövetség mindkettejük számára meghatározó volt, Tinódi a műveiben rendszeresen méltatta patrónusát, politikai eszméit belefoglalta írásaiba, de sajnos tőle sem kapunk egyértelmű választ ura hitvallásáról. Tinódi neve végül teljesen egybeforrt Sárvárral, nem sokkal halála előtt is ide utazott, itt is hunyt el, itt helyezték örök nyugalomra.
Részlet a nádor Pernezyth nevű servitorának (szolgájának) egyik leveléből:
„Tinódi Sebestyén immár megvetve ezt a földi muzsikát, Istenéhez tért, hogy ott az angyalok közt sokkal jobbat tanuljon. A kit is e hónap utolsó előtti napján helyeztem el a sári atyák hamvai mellé. Halódva meghagyta nekem, hogy én se maradjak sokáig itt, de hamarosan kövessem, hogy én is megtanulhassam az égi muzsikát.”
A levél Sárvárott, 1556. január utolsó napján kelt.

## Gazdasági tevékenysége
Nádasdy mindig ügyelt arra, hogy szakítson időt birtokügyeinek intézésére. Tudta ahhoz, hogy megfelelő bevételei származzanak a földjeiből, folyamatos fejlesztésekre van szükség. A Ferdinánd hűségére való visszatérése után egyből neki is látott azok korszerűsítéséhez, de országos vezető politikussá való emelkedése után is rendszeresen jelentéseket kért az aratás, tavaszi munkák, szüret vagy akár a halastavak állapotáról.
Sennyey Ferenc személyében megbízható birtokigazgatót talált magának, szinte napi kapcsolatban álltak, még akkor is, mikor az uraság akár Bécsben, akár a birodalom valamelyik másik pontján tartózkodott. A fejlesztések része volt, hogy sok kortársát megelőzve fokozta a majorsági gazdálkodást, a század közepén már 30 majorságán 183 bérmunkás dolgozott, de olyan is előfordult, hogy földjeit török foglyokkal műveltette. Szintén élen jár a trágyázás meghonosításában, holott a korban ez még egyáltalán nem volt jellemző.
Feleségével közös szenvedélyre leltek a sárvári uradalomban kialakított gyümölcskertekben, a feljegyzések szerint termeltek itt cseresznyét, körtét, almát, dinnyét, szilvát, szőlőt is. Orsolya rendszeresen küldött a férje után friss gyümölcsöket, de jutott a familiárisoknak és a család barátainak is. I. Ferdinánd volt az, aki bevezette, hogy az adott évben aki a legkorábban küldi a legfinomabb gyümölcsöt a bécsi udvarba, az kitüntetésben részesül, vagy korabeli szóhasználattal elnyeri a pályát. 1558-ban éppen Orsolya volt az, aki muskotálykörtéjével kiérdemelte a kitüntetést és Nádasdy büszkén írt haza feleségének: „Az pályát Te nyerted királyné asszonynál az muskotály-körtéllyel, légy érte az dinnye-pályáért is!”

## Megítélése
Hirtelen és nagy ívű pályája ellenére a kortársak körében vegyes vélemény alakult ki Nádasdyról. Tagadhatatlan tény, hogy politikai pályára teremttetett. Bárkivel tudott tárgyalni, szívós, de kompromisszumra kész személy volt. Szeretetreméltó személyisége, egyéni varázsa által könnyen el tudta fogadtatni nézeteit vitapartnereivel. Jó humorú, kulturált, rendkívül művelt ember volt, aki meglepően sikeresen nyúlt – Tinódin keresztül – a propaganda eszközéhez is.
A korabeli történetírókkal viszont nem sikerült harmonikus kapcsolatot kialakítania. Istvánffy Miklós Historiájában, azt sejteti, hogy Nádasdy tudott Fráter György meggyilkoltatásáról, valamint igyekszik kicsinyíteni a babócsai ütközetben lévő érdemeit. Persze Istvánffyt személyes ellentét fűzte Nádasdyhoz, aki korábban meggyilkoltatta Istvánffy Istvánt, a történetíró egyik rokonát.
A gyilkosságról beszámol természetesen Forgách Ferenc is, aki igyekszik minél inkább lesújtó véleményt írni korának politikai résztvevőiről. A kortársaihoz képest kiemelkedő műveltségét viszont ő sem tagadja, sőt, kifejezetten dicséretére írja, hogy „főméltóságával a külső és belső gyűlölségek közepette bölcsen tudott élni, békében és háborúban kiváló férfi, a tisztes tudományok pártolója”.
Horváth Mihály nagy méltatója művében Nádasdynak, igyekszik minden, őt esetlegesen beárnyékoló eseményt koholmánynak beállítani, és a nádort felmenteni.

## Levelezése
- "Szerelmes Orsikám...". A Nádasdyak és Szegedi Kőrös Gáspár levelezése; vál., szöveggond., jegyz. Vida Tivadar, utószó Grynaeus Tamás, ford. Vida Tivadar; Szépirodalmi, Bp., 1988 (Magyar levelestár)
- 500 magyar levél a XVI. századból. Csányi Ákos levelei Nádasdy Tamáshoz. 1549-1562, 1-2.; sajtó alá rend. Őze Sándor, szerk. Basics Beatrix; MNM, Bp., 1996